# Henri Perrier
Pour les articles homonymes, voir Perrier.
Compléments
Participé au premier vol du Concorde 001 en 1969
Henri Perrier, né le 28 juin 1929 et mort le 6 mai 2012, est un ingénieur aéronautique français, reconnu pour son rôle déterminant dans le développement et les essais en vol du Concorde.

## Biographie

### Formation et débuts
Diplômé de Supaéro en 1953, Henri Perrier commence sa carrière chez SNCASO. Il entre à l’EPNER en 1955, et devient ingénieur navigant d’essais. Il participe aux essais des Vautour, Trident et Caravelle.

### Programme Concorde
Henri Perrier joue un rôle majeur dans les essais du Concorde dès les années 1960. Il est à bord du vol inaugural du 2 mars 1969.
Il succède à André Turcat comme directeur des essais en vol en 1976. Il supervise des vols historiques comme celui du 26 septembre 1973 entre Paris et Washington avec 100 passagers à Mach 2.
Il participe également au développement des  C-160 Transall, Airbus A300, ATR, et devient conseiller pour le Groupement des industries françaises aéronautiques et spatiales (GIFAS) après sa retraite.

### Affaire judiciaire
Mis en examen après le crash du Concorde en 2000, Henri Perrier est relaxé en 2010. Il décède avant la fin du procès en appel.

## Décès
Henri Perrier meurt à Toulouse le 6 mai 2012. Il est salué comme « l’âme du Concorde » par ses anciens collègues.

## Héritage
Son nom est associé à l’aventure du Concorde et incarne pour beaucoup la rigueur et l’excellence de l’ingénierie aéronautique française.